# Filosofia hindu

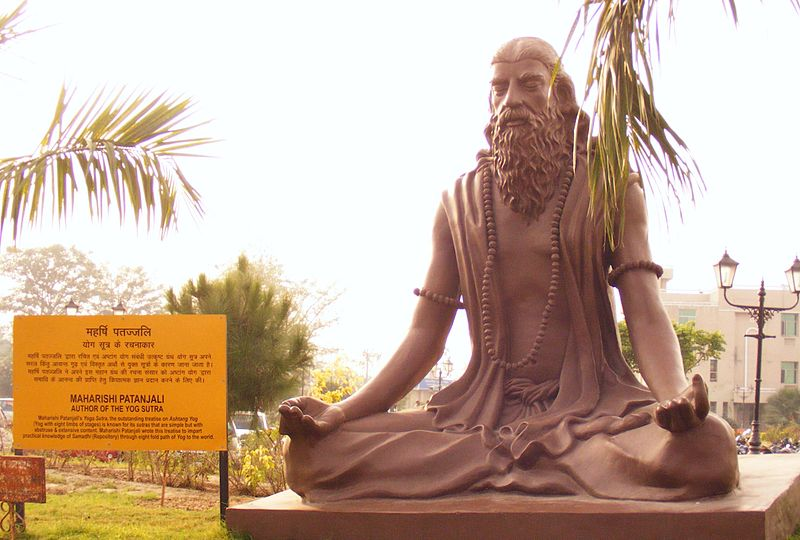
Estátua representando Patanjali, o codificador da escola hindu da ioga.

A expressão filosofia hindu se refere ao pensamento filosófico associado ao hinduísmo. A filosofia hindu se divide em seis escolas āstika (em sânscrito:  आस्तिक, "ortodoxas") de pensamento, ou darśanas (दर्शनस्, "visões"), que aceitam os Vedas como as supremas escrituras reveladas. São elas:
1. Samkhya, uma exposição teórica fortemente dualista de mente e matéria, que vê de outra forma a existência de Deus;
2. Ioga, uma escola que enfatiza experiência direta da meditação, fortemente baseada na samkhya;
3. Nyaya, escola com forte fundamentação lógica;
4. Vaisheshika, uma escola empírica de atomismo;
5. Mimamsa, uma escola antiascética e antimística de ortopraxia;
6. Vedanta, a conclusão lógica do ritualismo védico, focada no misticismo. O vedanta acabou por se tornar a corrente dominante do hinduísmo no período pós-medieval.

## Escolas nāstika
Em contraposição, as escolas nāstika (नास्तिक, "heterodoxas") não aceitam os Vedas como autoridade. São elasː
- Budismo
- Jainismo
- Cārvāka

## História
Antes do surgimento das seis escolas ortodoxas acima citadas, o pensamento filosófico indiano já estava presente de forma não sistematizada em diversas obras, como os Vedas, que contêm diversos hinos de grande profundidade, e as Upanishads, nas quais foram elaborados conceitos fundamentais como o de Brahman e Atman.
Na história hindu, a distinção entre as seis escolas ortodoxas tornou-se corrente na "idade áurea" do hinduísmo (período Gupta). Com o desaparecimento da vaisheshika e da mimamsa, no fim da Idade Média, esta distinção se tornou obsoleta, quando as diversas sub-escolas do Vedanta (Dvaita, "dualismo", Advaita Vedanta, "não dualismo", e outras), começaram a se tornar proeminentes como as principais divisões da filosofia religiosa. A nyaya sobreviveu até o século XVII como Navya Nyaya, "neo-nyaya", enquanto a samkhya gradualmente perdeu seu status como escola independente, e seus princípios foram absorvidos pela ioga e a vedanta.
O pensamento filosófico indiano começou a ser conhecido no mundo ocidental a partir do final do século XVIII e início do século XIX, quando surgiram as primeiras traduções de textos sânscritos para idiomas como latim, inglês, francês e alemão. No início do século XIX, foram traduzidas várias Upanishads do persa para o latimː essas traduções tiveram grande influência sobre o filósofo alemão Arthur Schopenhauer. No entanto, outro filósofo alemão, Georg Wilhelm Friedrich Hegel, guiado por seus pressupostos historicistas, negou a existência de qualquer filosofia na Índia. Devido à influência de Hegel, até hoje muitos professores de filosofia continuam a afirmar que nunca houve filosofia na Índia, ignorando, assim, a vasta literatura existente.